# Agići
Agići (cyr. Агићи) – wieś w Bośni i Hercegowinie, w Republice Serbskiej, w gminie Derventa. W 2013 roku liczyła 199 mieszkańców.